# Bellator 253
Bellator 253: Caldwell vs. McKee è stato un evento di arti marziali miste tenuto dalla Bellator MMA il 12 novembre 2020 al Mohegan Sun Arena di Uncasville negli Stati Uniti.

## Risultati
|                  | Divisione         |                 |           |                    | Metodo                                  | Round     | Tempo     | Note      |
| Main Card        | Main Card         | Main Card       | Main Card | Main Card          | Main Card                               | Main Card | Main Card | Main Card |
| ---------------- | ----------------- | --------------- | --------- | ------------------ | --------------------------------------- | --------- | --------- | --------- |
|                  | Pesi piuma        | A.J. McKee      | batte     | Darrion Caldwell   | Sottomissione (neck crank)              | 1         | 1:11      | [ 1 ]     |
|                  | Pesi welter       | Jason Jackson   | batte     | Benson Henderson   | Decisione unanime (30–27, 30–27, 30–27) | 3         | 5:00      |           |
|                  | Pesi welter       | Joey Davis      | batte     | Bobby Lee          | Decisione unanime (30–26, 30–27, 30–27) | 3         | 5:00      |           |
|                  | Pesi gallo        | Raufeon Stots   | batte     | Keith Lee          | Decisione unanime (30–27, 30–27, 30–27) | 3         | 5:00      |           |
| Preliminary Card |                   |                 |           |                    |                                         |           |           |           |
|                  | Pesi piuma        | Jeremy Kennedy  | batte     | Matt Bessette      | Decisione unanime (30–27, 30–26, 30–26) | 3         | 5:00      |           |
|                  | Pesi welter       | Jaleel Willis   | batte     | Mark Lemminger     | Decisione unanime (29–28, 29–28, 29–28) | 3         | 5:00      |           |
|                  | Pesi piuma        | Jay Jay Wilson  | batte     | Sergio de Bari     | KO (pugni)                              | 1         | 0:20      |           |
|                  | Pesi leggeri      | Kaheem Murray   | batte     | Kevin Ferguson Jr. | Decisione unanime (30–27, 30–27, 30–27) | 3         | 5:00      |           |
|                  | Pesi mediomassimi | Sullivan Cauley | batte     | Jason Markland     | KO tecnico (gomitate e pugni)           | 1         | 0:28      |           |